# Pagani Utopia
Der Pagani Utopia ist ein Supersportwagen des italienischen Sportwagenherstellers Pagani in Modena.

## Geschichte
Der Utopia wurde im September 2022 als Coupé vorgestellt. Ein Roadster, der erstmals in der Historie des Herstellers parallel zum Coupé entwickelt wurde, folgte im Juli 2024. Die Gesamtzahl an Fahrzeugen beträgt 280 bis 300 Stück, die ersten 99 Utopia Coupé waren bei der Vorstellung bereits verkauft. Der Grundpreis des Wagens liegt bei mehr als zwei Millionen Euro, der Roadster kostet mit Mehrwertsteuer deutlich über drei Millionen Euro.

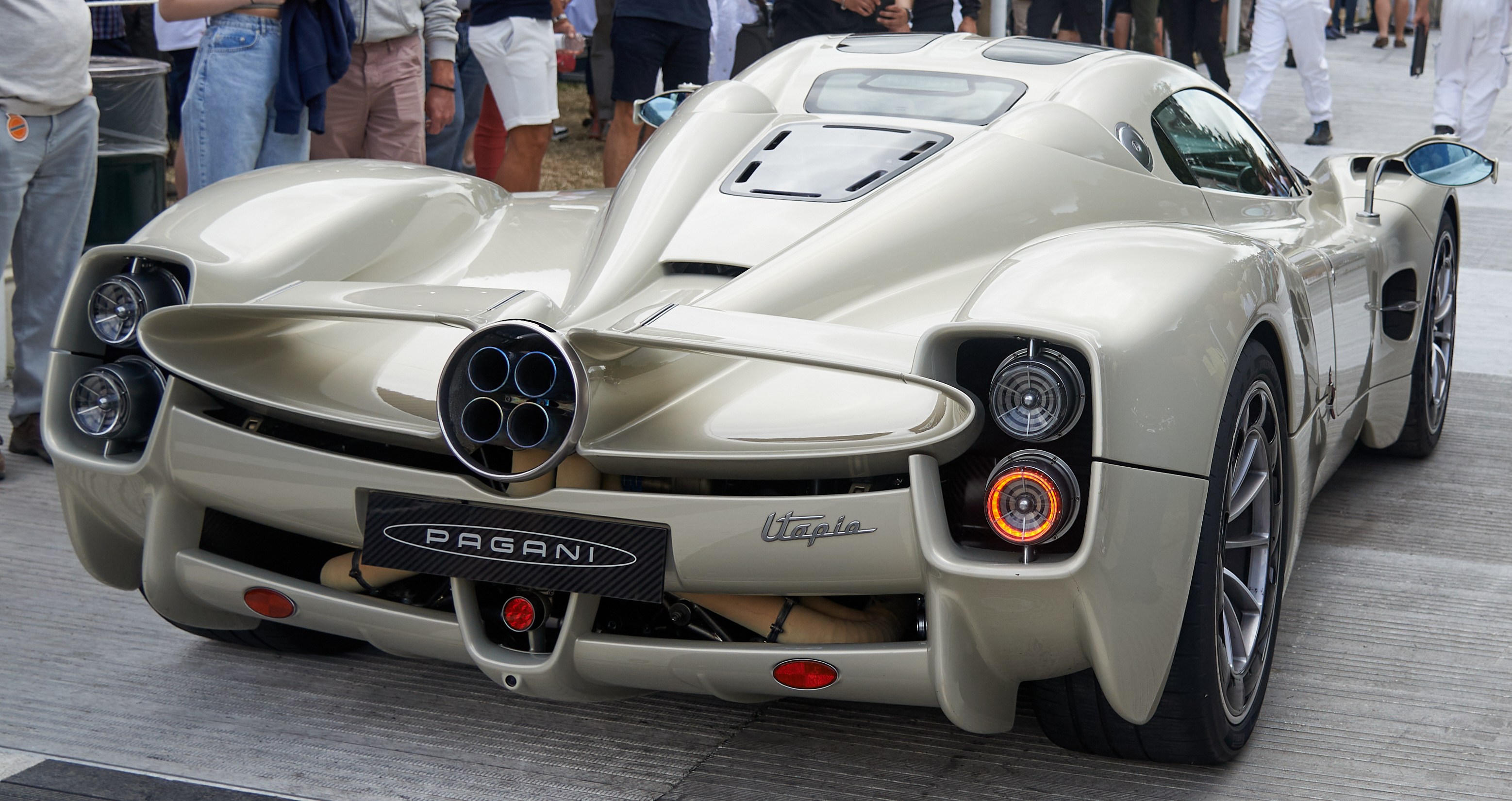
Heck
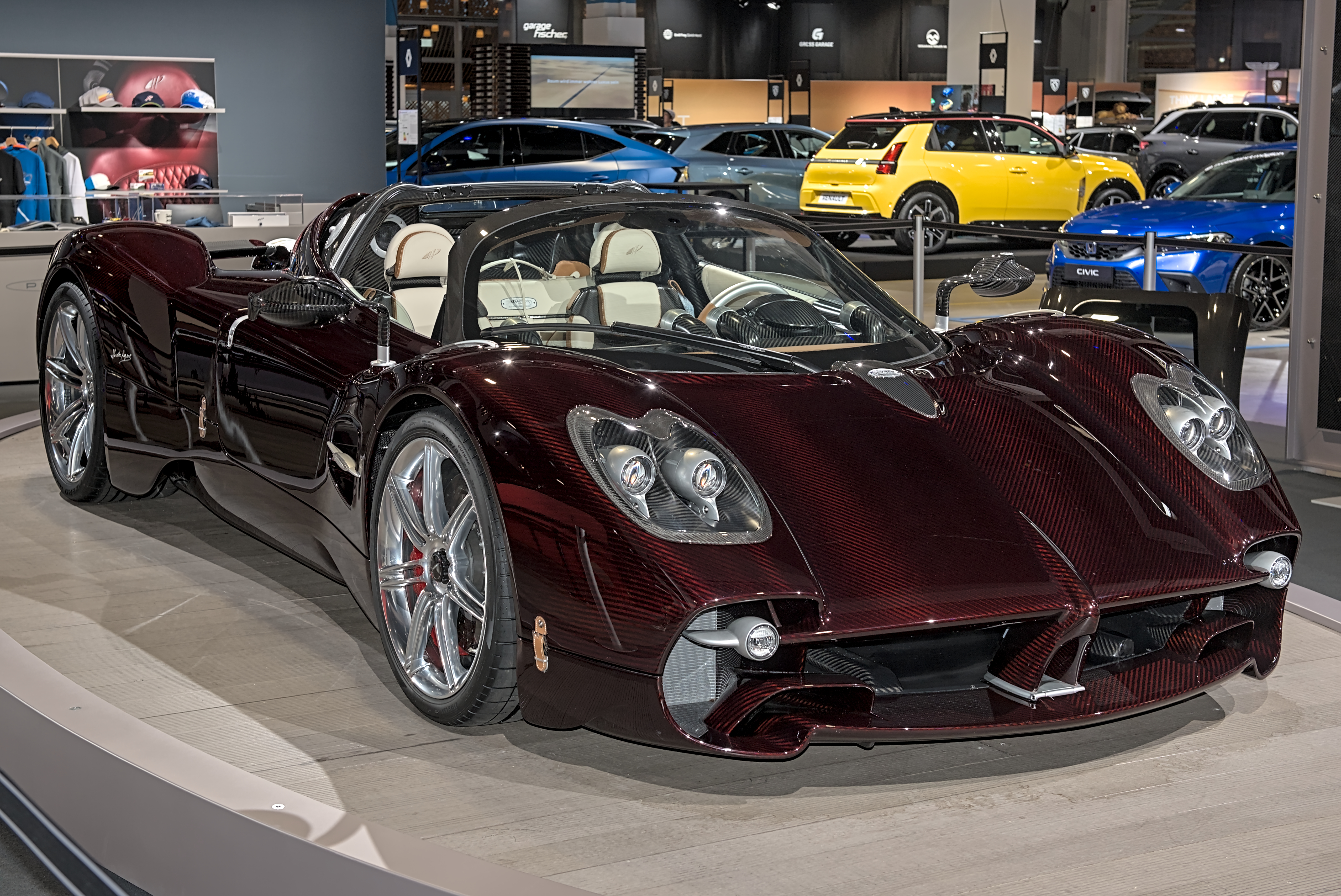
Pagani Utopia Roadster
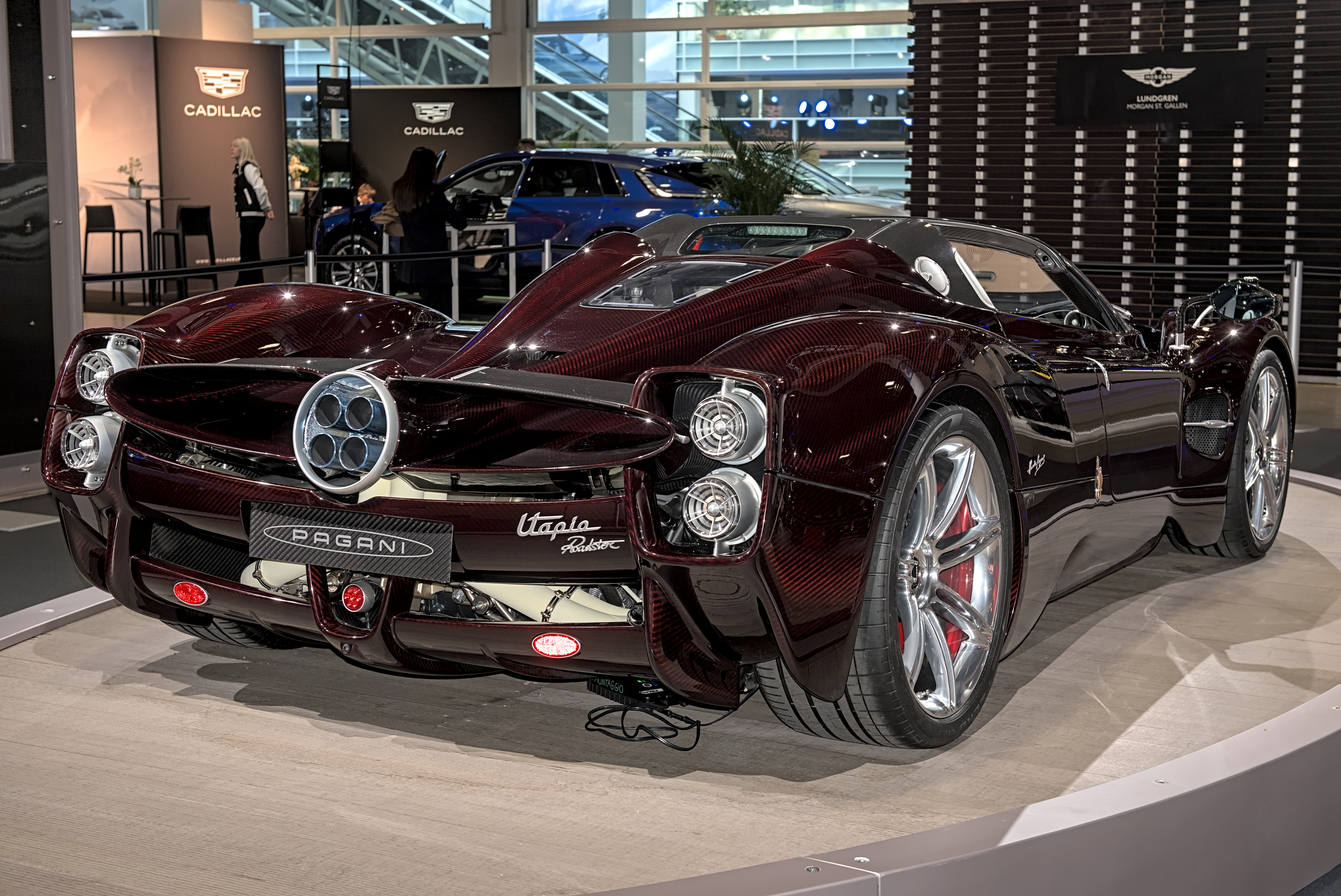
Heck

## Technik

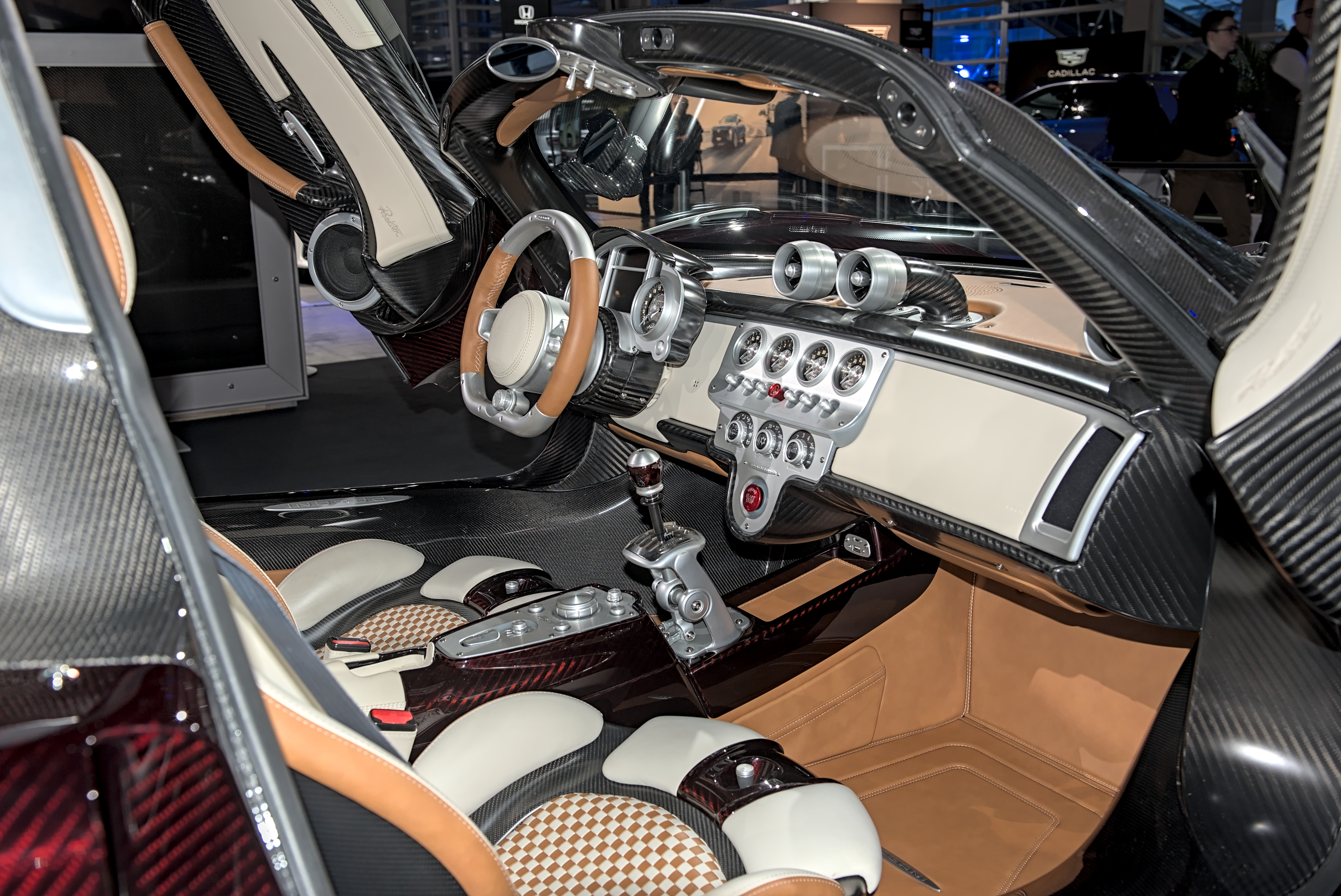
Innenraum

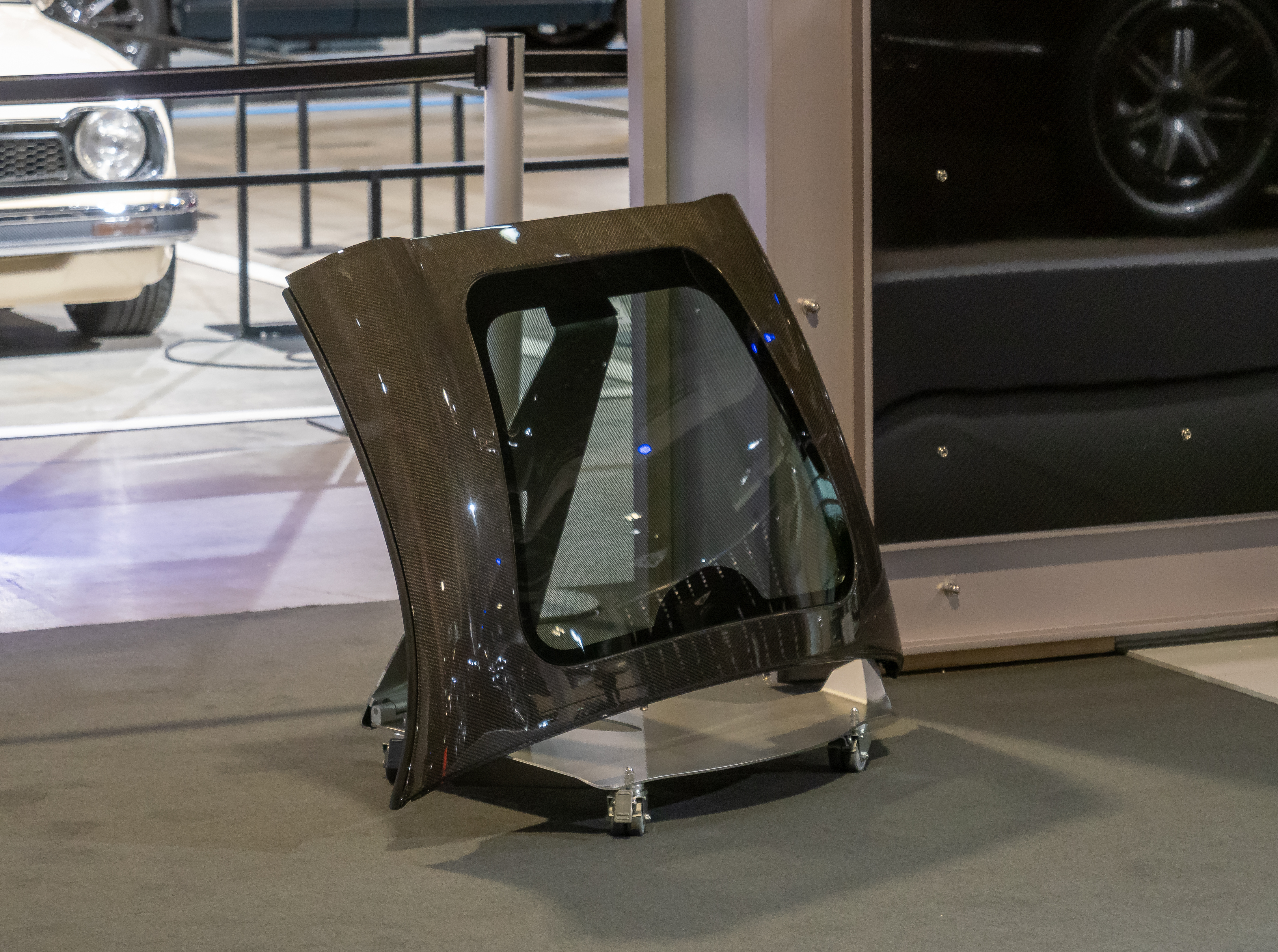
Glasdach des Utopia Roadster

Die Monocoque-Karosserie dieses dritten Pagani-Modells hat erstmals zwei Fenster im Dach und Schmetterlingstüren. Das Monocoque besteht aus Kohlenstofffaserverstärktem Kunststoff (Carbon) mit Teilen aus Titan. Der vordere und hintere Hilfsrahmen des Fahrzeugs bestehen aus Chrom-Molybdän-Stahl. Die Materialauswahl beruht auf den Erfahrungen mit Paganis Rennfahrzeug Zonda R. Der Utopia wiegt trocken 1280 kg; wegen der „Carbon“-Wanne benötigt der Roadster keine zusätzlichen Versteifungen, so dass beide Karosserieversionen gleich schwer sind.
Wie sein Vorgänger hat der Sportwagen einen Sechsliter-V12-Ottomotor von Mercedes-AMG mit einem Zylinderbankwinkel von 60° und zwei Turboladern sowie Hinterradantrieb. Die Maschine leistet 635 kW (864 PS) bei 6000/min und hat ein Drehmoment von 1100 Newtonmetern zwischen 2800 und 5900/min. Sie wiegt 262 kg. Der Fahrer kann zwischen den Fahreinstellungen Comfort, Wet, Sport und Race wählen. Die Abgasanlage mit vier quadratisch beieinander angeordneten Endrohren besteht aus Titan, das mit Keramik beschichtet ist, und wiegt etwa 6 kg. Für das Fahrzeug wurde eine 7-Gang-Handschaltung entwickelt. Alternativ wird ein sequentielles Getriebe von Xtrac angeboten. Von Null auf 100 km/h werden 3,1 Sekunden benötigt, bei rund 350 km/h wird der Utopia abgeregelt.

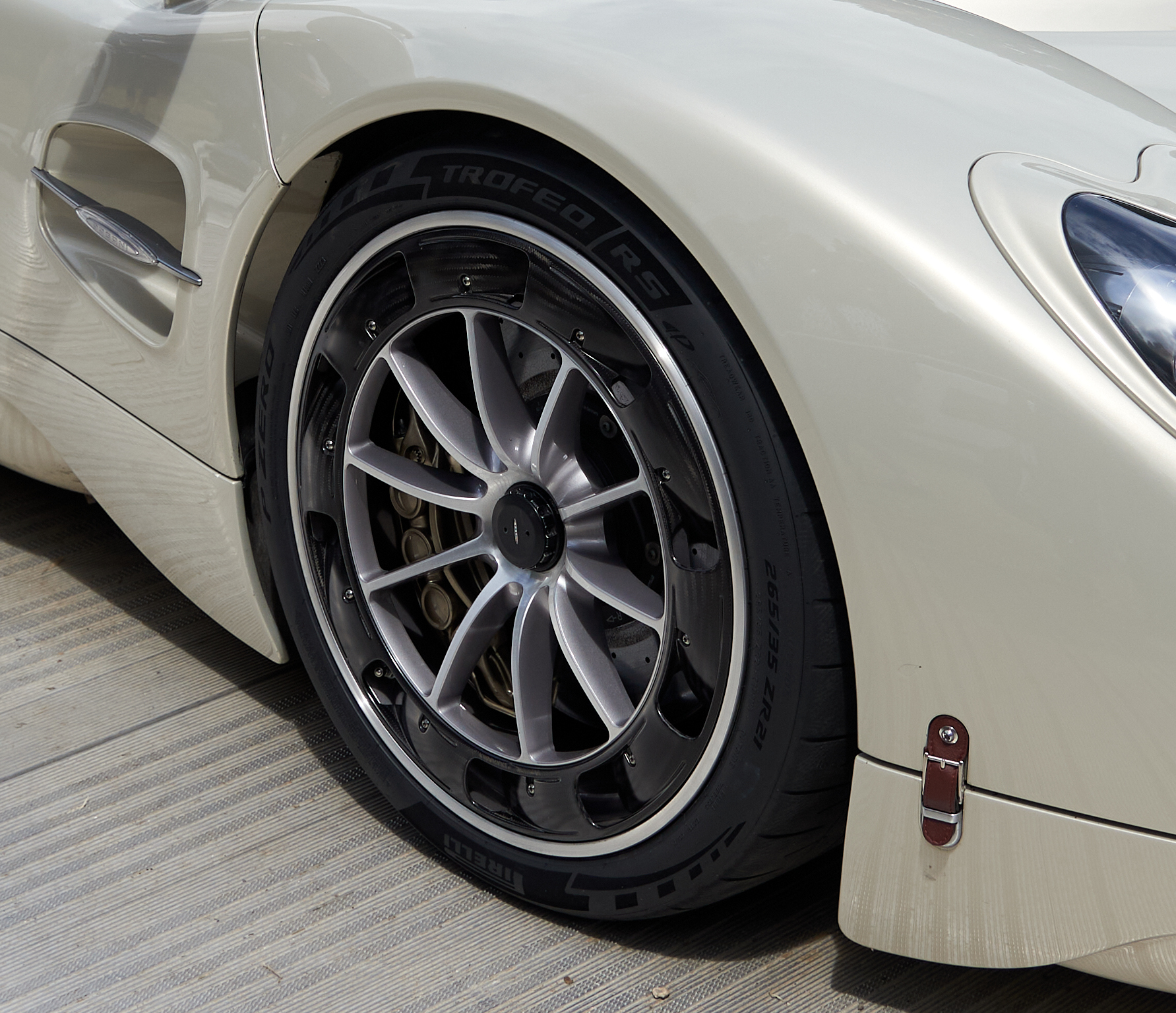
Rad mit „Carbon“-Einsätzen

Die Hinterachse hat ein elektromechanisches Differentialgetriebe. Beide Achsen sind Doppelquerlenker-Konstruktionen und bestehen aus geschmiedetem Aluminium. Ebenso bestehen die Räder aus geschmiedetem Aluminium. Sie haben turbinenförmige Einsätze aus Kohlenstofffaserverstärktem Kunststoff, die warme Luft von der Bremse ableiten und Turbulenzen unter der Karosserie reduzieren sollen. Die Dämpfer sind elektrisch verstellbar. Die Bremsen haben wie beim Huayra R vorn 6-Kolben-Sättel und 410-mm-Scheiben, hinten 4-Kolben-Sättel und 390-mm-Scheiben. Darüber hinaus ist ESP vorhanden.
Im Innenraum ist viel Aluminium und Leder verarbeitet. Das Lenkrad des Utopia wird aus einem Aluminium-Block gefräst. Der Schalthebel ist bei beiden Getriebearten auf der Mittelkonsole erhöht angebracht und hat eine offene Schaltkulisse (vgl. Innenraumaufnahme). Die Armaturentafel des Utopia hat analoge Instrumente und verzichtet auf Bildschirme.
Für den Roadster gibt es zwei verschiedene Dachvarianten. Ein verglastes Hardtop ermöglicht ähnliche Eigenschaften wie das Coupé. Wird es nicht verwendet, kann es jedoch nicht im Fahrzeug transportiert werden, weshalb es zusätzlich noch ein Stoffverdeck gibt, das in einer Tasche hinter den Sitzen verstaut wird.

## Technische Daten
|                                             | Utopia                                                   |                  |                  |                  |                  |                  |
| Bauzeitraum                                 | seit 2022                                                |                  |                  |                  |                  |                  |
| Motorkenndaten                              |                                                          |                  |                  |                  |                  |                  |
| Motortyp                                    | V12-Ottomotor                                            |                  |                  |                  |                  |                  |
| Motoraufladung                              | Biturbo                                                  |                  |                  |                  |                  |                  |
| Zylinderbankwinkel                          | 60°                                                      |                  |                  |                  |                  |                  |
| Hubraum                                     | 5980 cm³                                                 |                  |                  |                  |                  |                  |
| max. Leistung bei min−1                     | 635 kW (864 PS) / 6000                                   |                  |                  |                  |                  |                  |
| max. Drehmoment bei min−1                   | 1100 Nm / 2800–5900                                      |                  |                  |                  |                  |                  |
| Kraftübertragung                            |                                                          |                  |                  |                  |                  |                  |
| Antrieb                                     | Hinterradantrieb                                         | Hinterradantrieb | Hinterradantrieb | Hinterradantrieb | Hinterradantrieb | Hinterradantrieb |
| Getriebe                                    | 7-Gang-Schaltgetriebe oder sequentielles 7-Gang-Getriebe |                  |                  |                  |                  |                  |
| Messwerte                                   |                                                          |                  |                  |                  |                  |                  |
| Trockengewicht                              | 1280 kg                                                  |                  |                  |                  |                  |                  |
| Höchstgeschwindigkeit                       | 351 km/h                                                 |                  |                  |                  |                  |                  |
| Beschleunigung, 0–100 km/h                  | 3,1 s                                                    |                  |                  |                  |                  |                  |
| Kraftstoffverbrauch auf 100 km (kombiniert) | 12,6 l Super                                             |                  |                  |                  |                  |                  |